# Championnats du monde féminins de boxe amateur 2018
Navigation
Édition précédente Édition suivante
Les 10e championnats du monde de boxe amateur  féminins se sont déroulés du 15 au 24 novembre 2018 à New Delhi en Inde.

## Résultats

### Podiums
| Catégorie de poids          | Or                      | Argent                    | Bronze                           |
| --------------------------- | ----------------------- | ------------------------- | -------------------------------- |
| Poids mi-mouches (-48 kg)   | Mary Kom (IND)          | Hanna Okhota (UKR)        | Kim Hyang-mi (PRK)               |
| Poids mi-mouches (-48 kg)   | Mary Kom (IND)          | Hanna Okhota (UKR)        | Madoka Wada (JPN)                |
| Poids mouches (-51 kg)      | Pang Chol-mi (PRK)      | Zhaina Shekerbekova (KAZ) | Virginia Fuchs (USA)             |
| Poids mouches (-51 kg)      | Pang Chol-mi (PRK)      | Zhaina Shekerbekova (KAZ) | Tsukimi Namiki (JPN)             |
| Poids coqs (-54 kg)         | Lin Yu-ting (TPE)       | Stoyka Petrova (BUL)      | Kristy Harris (AUS)              |
| Poids coqs (-54 kg)         | Lin Yu-ting (TPE)       | Stoyka Petrova (BUL)      | Nandintsetseg Myagmardulam (MGL) |
| Poids plumes (-57 kg)       | Ornella Wahner (GER)    | Sonia Lather (IND)        | Jemyma Betrian (NED)             |
| Poids plumes (-57 kg)       | Ornella Wahner (GER)    | Sonia Lather (IND)        | Jo Son-hwa (PRK)                 |
| Poids légers (-60 kg)       | Kellie Harrington (IRL) | Sudaporn Seesondee (THA)  | Karina Ibragimova (KAZ)          |
| Poids légers (-60 kg)       | Kellie Harrington (IRL) | Sudaporn Seesondee (THA)  | Oh Yeon-ji (KOR)                 |
| Poids super-légers (-64 kg) | Dou Dan (CHN)           | Mariia Bova (UKR)         | Simranjit Kaur (IND)             |
| Poids super-légers (-64 kg) | Dou Dan (CHN)           | Mariia Bova (UKR)         | Sema Çalışkan (TUR)              |
| Poids welters (-69 kg)      | Chen Nien-chin (TPE)    | Gu Hong (CHN)             | Lovlina Borgohain (IND)          |
| Poids welters (-69 kg)      | Chen Nien-chin (TPE)    | Gu Hong (CHN)             | Nadine Apetz (GER)               |
| Poids moyens (-75 kg)       | Li Qian (CHN)           | Nouchka Fontijn (NED)     | Naomi Graham (USA)               |
| Poids moyens (-75 kg)       | Li Qian (CHN)           | Nouchka Fontijn (NED)     | Lauren Price (WAL)               |
| Poids mi-lourds (-81 kg)    | Wang Lina (CHN)         | Jessica Caicedo (COL)     | Viktoria Kebikava (BLR)          |
| Poids mi-lourds (-81 kg)    | Wang Lina (CHN)         | Jessica Caicedo (COL)     | Elif Güneri (TUR)                |
| Poids lourds (+81 kg)       | Yang Xiaoli (CHN)       | Şennur Demir (TUR)        | Danielle Perkins (USA)           |
| Poids lourds (+81 kg)       | Yang Xiaoli (CHN)       | Şennur Demir (TUR)        | Kristina Tkacheva (RUS)          |

### Tableau des médailles
| Rang  | Nation         | Or | Argent | Bronze | Total |
| ----- | -------------- | -- | ------ | ------ | ----- |
| 1     | Chine          | 4  | 1      | 0      | 5     |
| 2     | Taipei chinois | 2  | 0      | 0      | 2     |
| 3     | Inde           | 1  | 1      | 2      | 4     |
| 4     | Corée du Nord  | 1  | 0      | 2      | 3     |
| 5     | Allemagne      | 1  | 0      | 1      | 2     |
| 6     | Irlande        | 1  | 0      | 0      | 1     |
| 7     | Ukraine        | 0  | 2      | 0      | 2     |
| 8     | Turquie        | 0  | 1      | 2      | 3     |
| 9     | Kazakhstan     | 0  | 1      | 1      | 2     |
| 9     | Pays-Bas       | 0  | 1      | 1      | 2     |
| 11    | Bulgarie       | 0  | 1      | 0      | 1     |
| 11    | Colombie       | 0  | 1      | 0      | 1     |
| 11    | Thaïlande      | 0  | 1      | 0      | 1     |
| 14    | États-Unis     | 0  | 0      | 3      | 3     |
| 15    | Japon          | 0  | 0      | 2      | 2     |
| 16    | Australie      | 0  | 0      | 1      | 1     |
| 16    | Biélorussie    | 0  | 0      | 1      | 1     |
| 16    | Mongolie       | 0  | 0      | 1      | 1     |
| 16    | Russie         | 0  | 0      | 1      | 1     |
| 16    | Corée du Sud   | 0  | 0      | 1      | 1     |
| 16    | Pays de Galles | 0  | 0      | 1      | 1     |
| Total | Total          | 10 | 10     | 20     | 40    |